# Pleurolucina hendersoni
Pleurolucina hendersoni is een tweekleppigensoort uit de familie van de Lucinidae. De wetenschappelijke naam van de soort is voor het eerst geldig gepubliceerd in 1972 door Britton.